# مقوای آفریقایی
مقوای آفریقایی (نام علمی: Alectis alexandrina) نام یک گونه از تیره گیش‌ماهیان است.